# Евлево (Московская область)
Е́влево — деревня в Шатурском муниципальном районе Московской области, в составе сельского поселения Пышлицкое. Расположена на крайнем юго-востоке Московской области на берегу Святого озера. Население — 6 чел. (2013). Деревня известна с 1623 года. Входит в культурно-историческую местность Ялмать.

## Название
В писцовой книге Владимирского уезда 1637—1648 гг. упоминается как Иевлевская, в более поздних письменных источниках — Евлева или Евлево. Название связано с Евлий, разговорной формой личного имени Иевлий.

## Физико-географическая характеристика

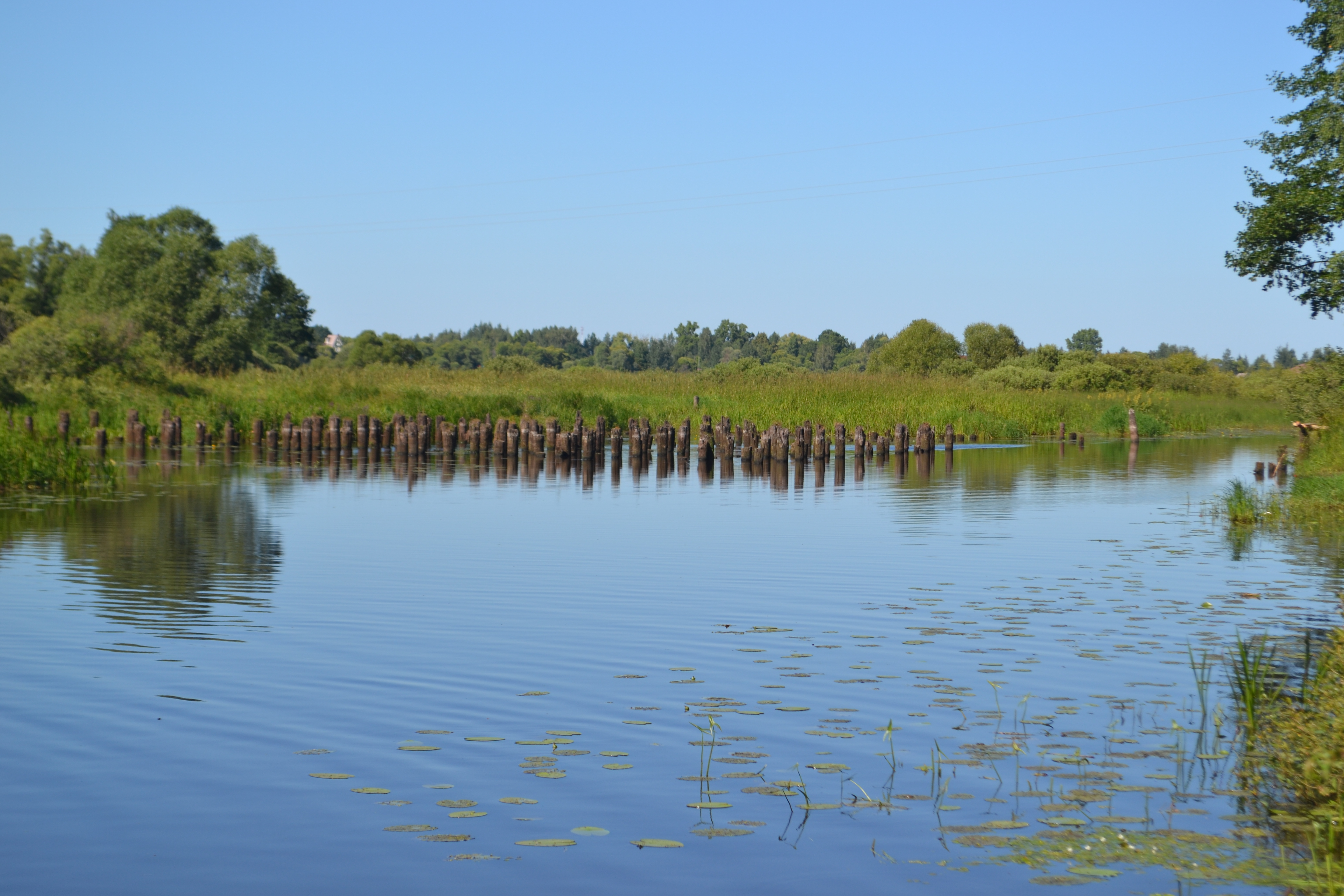
Река Пра около деревни

Деревня расположена в пределах Мещёрской низменности, относящейся к Восточно-Европейской равнине, на высоте 116 м над уровнем моря. Рельеф местности равнинный. Деревня находится на берегу Святого озера, одного из Клепиковских озёр, через которые протекает река Пра. В 0,5 км к юго-западу от деревни находится урочище Микулин остров.
По автомобильной дороге расстояние до МКАД составляет около 164 км, до районного центра, города Шатуры, — 63 км, до ближайшего города Спас-Клепики Рязанской области — 16 км, до границы с Рязанской областью — 0,5 км. Ближайший населённый пункт — посёлок Мещёрский Бор непосредственно примыкает к деревне с запада.
Деревня находится в зоне умеренно континентального климата с относительно холодной зимой и умеренно тёплым, а иногда и жарким, летом. В окрестностях деревни распространены торфянисто- и торфяно-подзолистые почвы с преобладанием суглинков и глин.
В деревне, как и на всей территории Московской области, действует московское время.

## История

### С XVII века до 1861 года
В XVII веке деревня Евлево входила в Тереховскую кромину волости Муромское сельцо Владимирского уезда Замосковного края Московского царства. Первым известным владельцем деревни был Богдан Петрович Тушин, представитель дворянского рода Тушиных. Богдан Тушин показан владельцем деревни в 7131 (1622/1623) году. В писцовой книге Владимирского уезда 1637—1648 гг. Евлево описывается как деревня на реке Ялме с двумя дворами, при деревне имелись пахотные земли среднего качества и сенокосные угодья:

…деревня Иевлевская на реке на Ялме. А в ней во дворе крестьянин Исачко Ананьин да сын его Варфоломейко, да брат его Малофейко, да племянник его Кирилко. Во дворе бобыль Ивашко Михайлов да сын его Осташко. Пашни паханые, середние земли и с тем, что на Микулине острове, двадцать две четверти, да лесом поросло восемнадцать четвертей в поле, а в дву по тому ж; сена около поль и по болоту сто копен«
После смерти Богдана Тушина его поместья и вотчины унаследовал его сын стольник Андрей, бывший воеводой в Костроме в 1676—1678 гг.

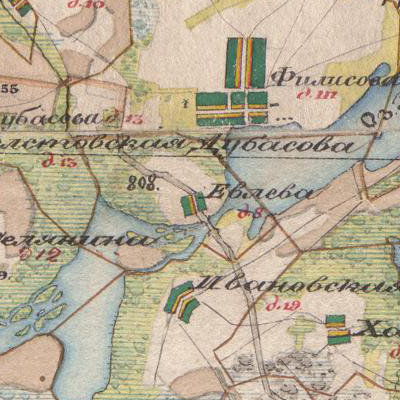
Деревня Евлево на карте 1850 года

В результате губернской реформы 1708 года деревня оказалась в составе Московской губернии. После образования в 1719 году провинций деревня вошла во Владимирскую провинцию, а с 1727 года — во вновь восстановленный Владимирский уезд.
В 1778 году образовано Рязанское наместничество (с 1796 года — губерния). Впоследствии вплоть до начала XX века Евлево входило в Егорьевский уезд Рязанской губернии.
В Экономических примечаниях к планам Генерального межевания, работа над которыми проводилась в 1771—1781 гг., деревня описана следующим образом:

Деревня Евлево Марьи Ермолаевны Щербининой (5 дворов, 23 мужчины, 22 женщины). При протекащих протоках из озера Шатуркова в озеро Перцово. Земля иловатая, хлеб и покосы средственны, лес дровяной, крестьяне на оброке»
Деревня принадлежала представителям дворянского рода Щербининых вплоть до отмены крепостного права. После генеральши Марии Ермолаевны деревней владел её сын коллежский советник Николай Андреевич Щербинин (упоминается в 1797 и 1806 гг.). В 1812 году деревня принадлежала Александру Николаевичу Щербинину.
В Отечественной войне 1812 года погибли два жителя деревни — ополченцы Васильев Фёдор, 43 лет и Казмин Павел, 28 лет.
По данным X ревизии 1858 года, деревня принадлежала статской советнице Софье Сергеевне Олив. Софья Сергеевна, урожденная Щербинина, вышла замуж за Вильгельма Николаевича Олив в 1825 году. По сведениям 1859 года Евлево — владельческая деревня 2-го стана Егорьевского уезда на Касимовском тракте, при реке Пре. На момент отмены крепостного права владелицей деревни была помещица Олив.

### 1861—1917
После реформы 1861 года из крестьян деревни было образовано одно сельское общество, которое вошло в состав Архангельской волости.
В 1885 году был собран статистический материал об экономическом положении селений и общин Егорьевского уезда. В деревне было общинное землевладение. Земля была поделена по работникам. Практиковались переделы мирской земли — пашню делили приблизительно каждые 5 лет, часть лугов делили ежегодно, а часть каждые 3-4 года. В общине был только дровяной лес, которого не хватало, поэтому многим крестьянам приходилось покупать дрова. Надельная земля находилась в трёх участках, отделённых друг от друга чужими владениями. Сама деревня находилась в середине надельной земли. Дальние полосы отстояли от деревни на четверть версты. Пашня была разделена на 75 участков. Длина душевых полос от 7 до 65 сажень, а ширина от 2 до 9 аршин. Кроме надельной земли, у крестьян имелась также купчая земля, которой пользовались пропорционально внесённым деньгам.
Почвы были песчаные, пашни — бугроватые. Луга болотистые — по берегу реки. В деревне было 10 колодцев с хорошей водой. Своего хлеба не хватало, поэтому его покупали в селе Спас-Клепиках. Сажали рожь, овёс, гречиху и картофель. У крестьян было 12 лошадей, 25 коров, 122 овцы, 34 свиньи, плодовых деревьев не было, пчёл не держали. Избы строили деревянные, крыли деревом и железом, топили по-белому.
Деревня входила в приход села Ялмонт, ближайшая школа находилась там же. В самой деревне имелась лавка и кабак. Главным местным промыслом было вязание сетей для рыбной ловли, которым занимались исключительно женщины. Почти все мужчины были печниками. 6 печников работали в самой деревне, ещё 23 мужчины уходили на заработки — один работник в селе Спас-Клепиках и 22 печника в Вохне (одно из сёл на месте современного Павловского Посада) и других местах.
В конце XIX века рядом с деревней был основан Александро-Мариинский женский монастырь.
По данным 1905 года в деревне была конная маслобойка. Отхожими промыслами занимались печники и плотники. Ближайшее почтовое отделение и земская лечебница находились в селе Архангельском.

### 1917—1991

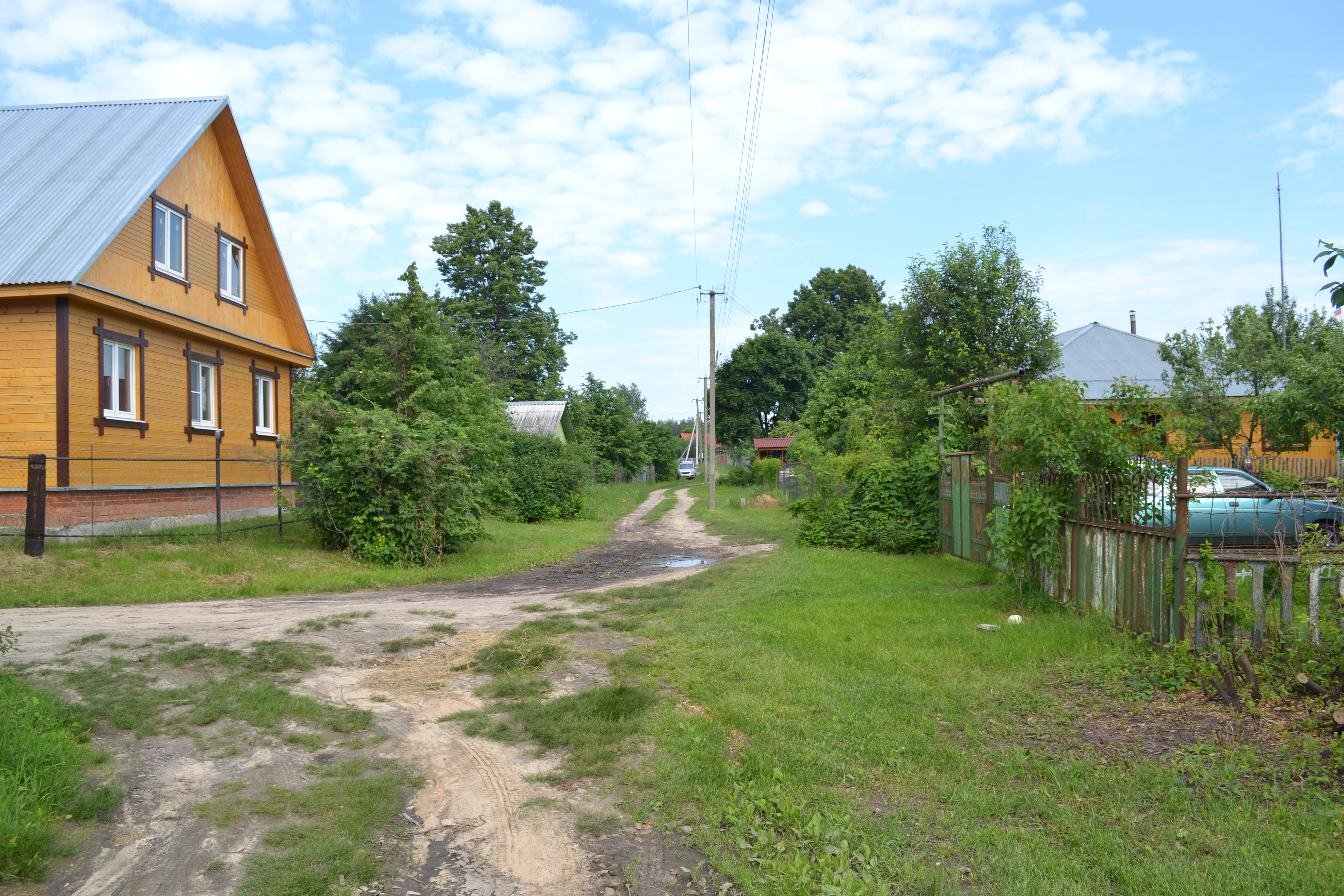
Деревня Евлево

В 1919 году деревня Евлево в составе Архангельской волости была передана из Егорьевского уезда во вновь образованный Спас-Клепиковский район Рязанской губернии. В 1921 году Спас-Клепиковский район был преобразован в Спас-Клепиковский уезд, который в 1924 году был упразднён. После упразднения Спас-Клепиковского уезда деревня передана в Рязанский уезд Рязанской губернии. В 1925 году произошло укрупнение волостей, в результате которого деревня оказалась в укрупнённой Архангельской волости. В ходе реформы административно-территориального деления СССР в 1929 году деревня вошла в состав Дмитровского района Орехово-Зуевского округа Московской области. В 1930 году округа были упразднены, а Дмитровский район переименован в Коробовский.
В 1930 году деревня Евлево входила в Филисовский сельсовет Коробовского района Московской области.
В начале 30-х годов в деревне был организован колхоз им. 8 Марта. Известные председатели колхоза: Мишина Варвара Дмитриевна (1934—1935 гг.), Смирнов (с апреля 1935 года), Бугров (1938 год), Егорова (1942 год), Писцов Иван Дмитриевич (1946—1948 гг.). Дети из деревни Евлево посещали начальную школу, расположенную в деревне Филисово. В конце 1930-х годов жертвами политических репрессий стали три жителя деревни: Буланова Мария Кузьминична, Локалина Анастасия Ивановна и Певцов Дмитрий Яковлевич.
Во время Великой Отечественной войны в армию были призваны 33 жителя деревни. Из них 10 человек погибли и 7 пропали без вести. Трое уроженцев деревни были награждены боевыми орденами и медалями:
- Егоров Александр Гаврилович (1923 г.р.) — призван в 1941 году, служил в 327-м гвардейском тяжелом самоходно-артиллерийском полку, демобилизован в 1947 году в звании младшего сержанта, был награждён орденом Отечественной войны I степени, двумя медалями «За отвагу», медалями «За боевые заслуги», «За оборону Сталинграда», «За взятие Берлина», «За освобождение Праги» и «За победу над Германией»;
- Егоров Василий Гаврилович (1914 г.р.) — был награждён орденом Красной Звезды, медалями «За оборону Сталинграда» и «За победу над Германией»;
- Селезнев Василий Петрович (1919 г.р.) — был награждён орденом Славы III степени и медалью «За победу над Германией»[34].

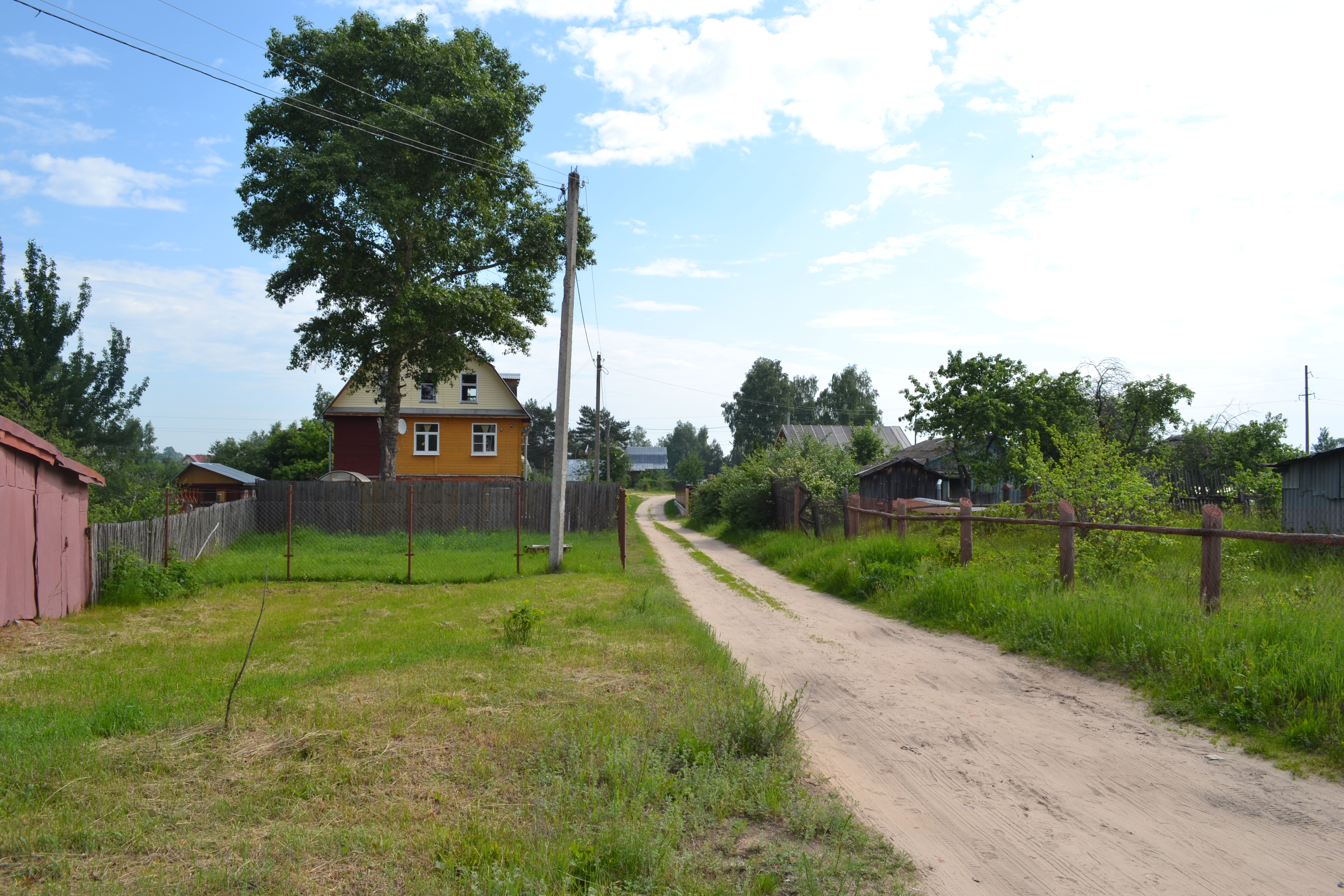
Улица Полянка в деревне

С 1951 года деревня Евлево входила в укрупнённый колхоз им. 8 Марта, с правлением расположенным в деревне Филисово. Впоследствии в ходе второго укрупнения в 1958 году деревня вошла в колхоз им. Сталина. В 1960 году был создан совхоз «Пышлицкий», в который вошли все соседние деревни, в том числе Евлево.
В 1954 году деревня была передана из упразднённого Филисовского сельсовета в Пышлицкий сельсовет. 3 июня 1959 года Коробовский район был упразднён, Пышлицкий сельсовет передан Шатурскому району. С конца 1962 года по начало 1965 года Евлево входило в Егорьевский укрупнённый сельский район, созданный в ходе неудавшейся реформы административно-территориального деления, после чего деревня в составе Пышлицкого сельсовета вновь передана в Шатурский район.

### С 1991 года
В 1994 году в соответствии с новым положением о местном самоуправлении в Московской области Пышлицкий сельсовет был преобразован в Пышлицкий сельский округ. В 2005 году образовано Пышлицкое сельское поселение, в которое вошла деревня Евлево.

## Население
| 1790 | 1812 | 1858 | 1859 | 1868 | 1885 | 1905 |
| ---- | ---- | ---- | ---- | ---- | ---- | ---- |
| 45   | ↗88  | ↘67  | ↗71  | ↗92  | ↗137 | ↗178 |
| 1970 | 1993 | 2002 | 2006 | 2010 | 2011 | 2013 |
| ↘26  | ↘10  | ↘8   | ↘7   | ↘6   | →6   | →6   |

Первые сведения о жителях деревни встречаются в писцовой книге Владимирского уезда 1637—1648 гг., в которой учитывалось только податное мужское население (крестьяне и бобыли). В деревне Евлево было два двора: один крестьянский двор, в котором проживало 4 мужчины, и один бобыльский двор с 2 бобылями.
В переписях за 1790, 1812, 1858 (X ревизия), 1859 и 1868 годы учитывались только крестьяне. Число дворов и жителей: в 1790 году — 5 дворов, 23 муж., 22 жен.; в 1812 — 88 чел.; в 1850 году — 8 дворов; в 1858 году — 31 муж., 36 жен.; в 1859 году — 10 дворов, 31 муж., 40 жен.; в 1868 году — 13 дворов, 45 муж., 47 жен.
В 1885 году был сделан более широкий статистический обзор. В деревне проживало 137 крестьян (16 дворов, 65 муж., 72 жен.), из 18 домохозяев четверо не имели своего двора, а у двоих было две и более избы. На 1885 год грамотность среди крестьян деревни составляла 15 % (21 человек из 137), также 5 мальчиков учились в школе.
В 1905 году в деревне проживало 178 человек (22 двора, 89 муж., 89 жен.). Со второй половины XX века численность жителей деревни постепенно уменьшалась: в 1970 году — 16 дворов, 26 чел.; в 1993 году — 9 дворов, 10 чел.; в 2002 году — 8 чел. (3 муж., 5 жен.).
По результатам переписи населения 2010 года в деревне проживало 6 человек (4 муж., 2 жен.), из которых трудоспособного возраста — 4 человека, старше трудоспособного — 2 человека. Жители деревни по национальности русские (по переписи 2002 года — 100 %).
Деревня входила в область распространения Лекинского говора, описанного академиком А. А. Шахматовым в 1914 году.

## Социальная инфраструктура
Ближайший магазин, сельский клуб и библиотека расположены в соседнем посёлке Мещёрский Бор. Медицинское обслуживание жителей деревни обеспечивают Пышлицкая амбулатория, Коробовская участковая больница и Шатурская центральная районная больница. Ближайшее отделение скорой медицинской помощи расположено в Дмитровском Погосте. Евлево закреплено за Пышлицкой средней общеобразовательной школой, однако детей школьного возраста в деревне нет.
Пожарную безопасность в деревне обеспечивают пожарные части № 275 (пожарные посты в селе Дмитровский Погост и деревне Евлево) и № 295 (пожарные посты в посёлке санатория «Озеро Белое» и селе Пышлицы).
Деревня электрифицирована и газифицирована. Центральное водоснабжение отсутствует, потребность в пресной воде обеспечивается общественными и частными колодцами.

## Транспорт и связь

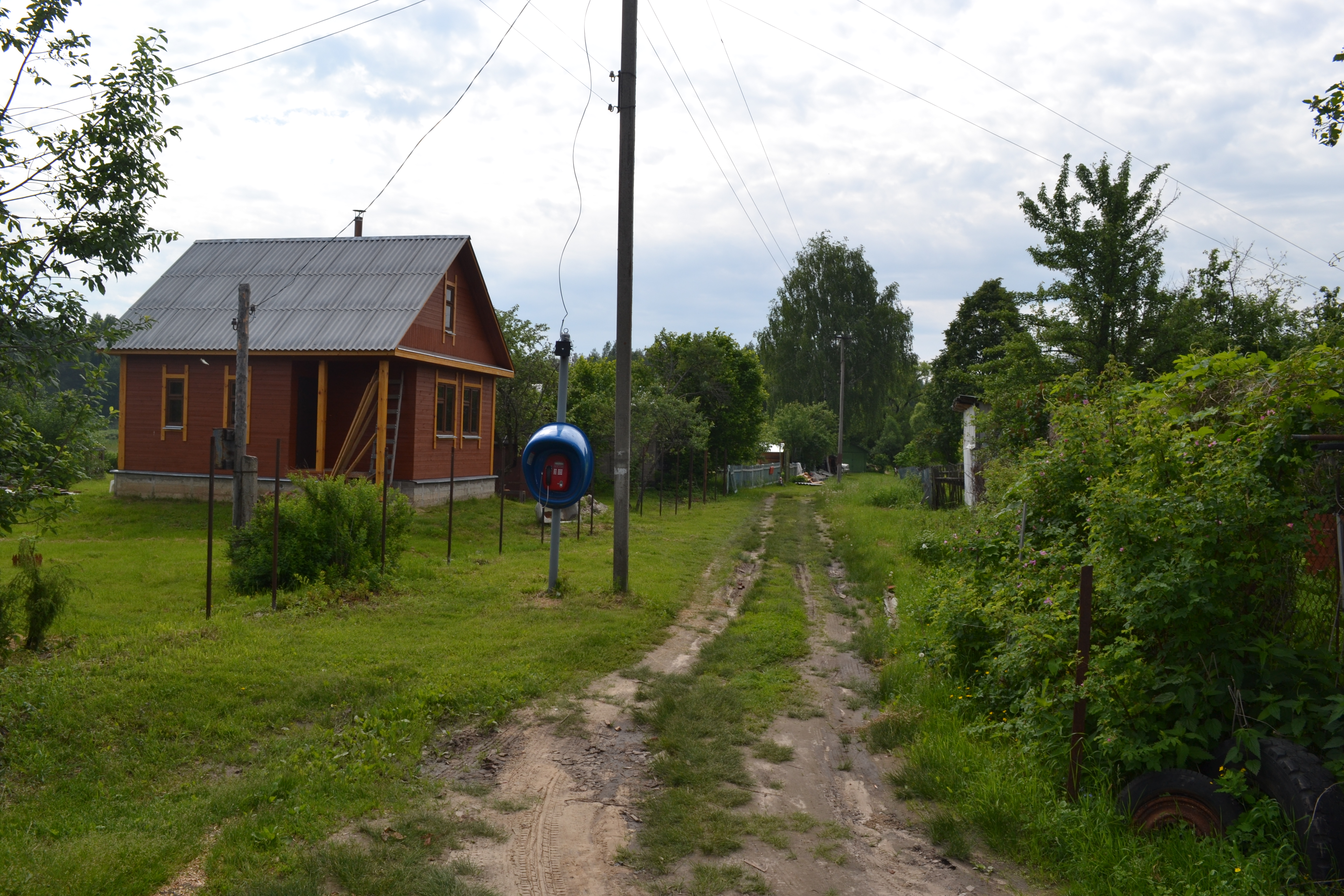
Таксофон в деревне

Рядом с деревней проходит автомобильная дорога регионального значения Р105 (Егорьевское шоссе), на которой имеется остановочный пункт маршрутных автобусов «Евлево». Деревня связана автобусным сообщением с районным центром — городом Шатурой и станцией Кривандино (маршруты № 27, № 130 и № 579), селом Дмитровский Погост и деревней Гришакино (маршрут № 40). Кроме того, по Егорьевскому шоссе проходят несколько маршрутов до города Москвы. Ближайшая железнодорожная станция Кривандино Казанского направления находится в 53 км по автомобильной дороге.
В деревне доступна сотовая связь (2G и 3G), обеспечиваемая операторами «Билайн», «МегаФон» и «МТС». В деревни установлен таксофон. Ближайшее отделение почтовой связи, обслуживающее жителей деревни, находится в селе Пышлицы.

## Памятники археологии
В окрестностях деревни были обнаружены четыре поселения эпохи неолита, бронзы и раннего железного века, а также неолитическая стоянка. Поселения находились к югу от деревни по обоим берегам протоки из озера Святого. В ходе раскопок найдена лепная керамика, кремнёвые орудия и отщепы. Территория памятников разрушена при строительстве дороги. Стоянка была обнаружена на юго-западном берегу озера Святого, в ней найдены кремнёвые орудия неолитического облика. Территория стоянки также разрушена.